# 梅拉尔 (多尔多涅省)
梅拉尔（法語：Meyrals）是法国多尔多涅省的一个市镇，属于萨拉拉卡内达区（Sarlat-la-Canéda）圣西普里安县（Saint-Cyprien）。该市镇总面积18.16平方公里，2009年时的人口为576人。

## 人口
梅拉尔人口变化图示